# 일성 이사금
일성이사금(逸聖泥師今, 44년? ~ 154년, 재위 134년~154년)은 신라의 제7대 국왕으로, 유리이사금의 맏아들이라고 하며 일지(日知) 갈문왕의 외손자라고 한다. 왕비는 지소례왕(支所禮王)의 딸 박씨이다.
이름 일성(逸聖)에서 '일(逸)'의 의미는 분명하지 않으나, 고대 한국어 자료에 기록된 유사한 음차 표기로 샘·우물(泉·井)을 뜻하는 '이리(伊梨)·어을(於乙)·을(乙)'과 이룬다(成)는 뜻의 '일(一)' 등이 확인된다. '성(聖)'은 실성(實聖) 마립간의 이름이 실주(實主) 또는 보금(寶金)으로도 표기된 사례에서 '성(聖)'과 '주(主)'를 "임금"의 뜻으로 해석하고, '금(金)'은 지도자의 칭호로 사용된 이사금, 임금의 '금'을 음차한 것으로 해석한다.
신라의 7대 군주로 가계는 다소 불분명하다. 삼국사기 신라본기에 의하면 유리이사금의 장남이며, 적자라 한다. 그런데 삼국유사에 의하면 일성의 아버지가 노례이질금(弩禮尼叱今=유리이사금)이라는 설과, 전임자인 지마 이사금이라는 설도 같이 수록되어 있어서 다소 불분명하다. 유리 이사금의 아들로 본다면 파사 이사금은 그의 이복 형 또는 이복 동생, 지마 이사금은 그의 조카가 되고, 지마 이사금의 아들로 본다면 유리 이사금이 증조부, 파사 이사금이 할아버지, 지마 이사금이 아버지가 된다. 그런데 삼국유사에는 그의 부인이 지소례왕(支所禮王)의 딸 또는 지마 이사금의 딸 내례부인 박씨이 왕비라는 설을 같이 수록하였다. 148년에 그가 갈문왕으로 추봉한 아도 갈문왕의 아들이라는 설도 있다.
즉위 4년 137년과 즉위 6년인 139년에 말갈이 침입해 이듬해인 140년 장령에 목책을 세워 방비를 세웠다. 142년 말갈 공격 계획을 세웠으나 현실적인 문제로 좌절되었다.
146년 음력 10월 압독이 반란하자 군사를 내어 토벌하고 남은 무리를 남쪽으로 강제 이주시켰다.

## 가계
- 부왕 : 유리 이사금(儒理尼師今)
- 왕태후 : 이리생부인 박씨(伊利生夫人 朴氏)[5]. - 일지 갈문왕(日知葛文王)의 딸
  - 아들 : 아달라 이사금(阿達羅泥師今)

## 기타
그의 왕릉은 경주시 탑동 묘좌에 안장되었는데 일성왕릉은 1970년대에 사적 173호로 지정되었다. 후궁 석씨의 묘는 금서문 밖 자좌에 있다 한다.

## 같이 보기
- 고구려
  - 태조대왕 (53년 - 146년)
  - 차대왕 (146년 - 165년)
- 백제
  - 개루왕 (128년 - 166년)
- 가야
  - 김수로왕 (42년? - 199년)